# Kanopolis
Kanopolis és una població dels Estats Units a l'estat de Kansas. Segons el cens del 2000 tenia 543 habitants.

## Demografia
Segons el cens del 2000, Kanopolis tenia 543 habitants, 248 habitatges, i 153 famílies. La densitat de població era de 174,7 habitants/km².
Dels 248 habitatges en un 25,4% hi vivien nens de menys de 18 anys, en un 49,2% hi vivien parelles casades, en un 9,3% dones solteres, i en un 38,3% no eren unitats familiars. En el 34,3% dels habitatges hi vivien persones soles el 18,1% de les quals corresponia a persones de 65 anys o més que vivien soles. El nombre mitjà de persones vivint en cada habitatge era de 2,19 i el nombre mitjà de persones que vivien en cada família era de 2,8.
Per edats la població es repartia de la següent manera: un 22,1% tenia menys de 18 anys, un 6,3% entre 18 i 24, un 23,8% entre 25 i 44, un 25,2% de 45 a 60 i un 22,7% 65 anys o més.
L'edat mediana era de 44 anys. Per cada 100 dones de 18 o més anys hi havia 90,5 homes.
La renda mediana per habitatge era de 31.413 $ i la renda mediana per família de 39.531 $. Els homes tenien una renda mediana de 30.170 $ mentre que les dones 21.250 $. La renda per capita de la població era de 16.161 $. Entorn del 4,6% de les famílies i el 6,9% de la població estaven per davall del llindar de pobresa.

## Poblacions més properes
El següent diagrama mostra les poblacions més properes.